# Campeonato Potiguar 1988
In 1988 werd het 69ste Campeonato Potiguar gespeeld voor voetbalclubs uit de Braziliaanse staat Rio Grande do Norte. De competitie werd georganiseerd door de Federação Norte-rio-grandense de Futebol en werd gespeeld van 21 februari tot 4 september. América de Natal werd de kampioen.

## Eerste toernooi

### Eerste fase

#### Groep A
| Plaats | Club              | Wed. | W | G | V | Saldo | Ptn. |
| ------ | ----------------- | ---- | - | - | - | ----- | ---- |
| 1.     | Riachuelo         | 6    | 4 | 1 | 1 | 5:0   | 9    |
| 2.     | ABC               | 6    | 3 | 2 | 1 | 10:4  | 8    |
| 3.     | Alecrim           | 6    | 1 | 3 | 2 | 5:5   | 5    |
| 4.     | Atlético Potiguar | 6    | 0 | 2 | 4 | 2:13  | 2    |

|  | Geplaatst voor tweede fase en finale eerste fase |
|  | Geplaatst voor tweede fase                       |

#### Groep B
| Plaats | Club                | Wed. | W | G | V | Saldo | Ptn. |
| ------ | ------------------- | ---- | - | - | - | ----- | ---- |
| 1.     | América de Natal    | 4    | 2 | 2 | 0 | 9:4   | 6    |
| 2.     | Potiguar de Mossoró | 3    | 1 | 1 | 1 | 4:5   | 3    |
| 3.     | Baraúnas            | 3    | 0 | 1 | 2 | 1:5   | 1    |

|  | Geplaatst voor tweede fase en finale eerste fase |
|  | Geplaatst voor tweede fase                       |

#### Finale
|               |           |       |                  |  |
| 16 maart Heen | Riachuelo | 1 – 4 | América de Natal |  |
| 16 maart Heen |           |       |                  |  |

|                |                  |       |           |  |
| 20 maart Terug | América de Natal | 1 – 1 | Riachuelo |  |
| 20 maart Terug |                  |       |           |  |

### Tweede fase
Omdat América ook de tweede fase won was er geen finale om het eerste toernooi nodig. 
| Plaats | Club                | Wed. | W | G | V | Saldo | Ptn. |
| ------ | ------------------- | ---- | - | - | - | ----- | ---- |
| 1.     | América de Natal    | 6    | 5 | 1 | 0 | 13:1  | 11   |
| 2.     | ABC                 | 6    | 2 | 1 | 3 | 8:12  | 5    |
| 3.     | Potiguar de Mossoró | 6    | 2 | 1 | 3 | 7:10  | 5    |
| 4.     | Riachuelo           | 6    | 1 | 1 | 4 | 6:11  | 3    |

|  | Geplaatst voor finale eerste toernooi |

## Tweede toernooi

### Eerste fase

#### Groep A
| Plaats | Club              | Wed. | W | G | V | Saldo | Ptn. |
| ------ | ----------------- | ---- | - | - | - | ----- | ---- |
| 1.     | América de Natal  | 6    | 4 | 2 | 0 | 15:2  | 10   |
| 2.     | Alecrim           | 6    | 3 | 2 | 1 | 8:5   | 8    |
| 3.     | Riachuelo         | 6    | 1 | 2 | 3 | 7:12  | 4    |
| 4.     | Atlético Potiguar | 6    | 0 | 2 | 4 | 6:17  | 2    |

|  | Geplaatst voor tweede fase en finale eerste fase |
|  | Geplaatst voor tweede fase                       |

#### Groep B
| Plaats | Club                | Wed. | W | G | V | Saldo | Ptn. |
| ------ | ------------------- | ---- | - | - | - | ----- | ---- |
| 1.     | Baraúnas            | 4    | 2 | 2 | 0 | 4:1   | 6    |
| 2.     | Potiguar de Mossoró | 4    | 1 | 1 | 2 | 3:4   | 3    |
| 3.     | ABC                 | 4    | 1 | 1 | 2 | 1:3   | 3    |

|  | Geplaatst voor tweede fase en finale eerste fase |
|  | Geplaatst voor tweede fase                       |

#### Finale
|             |          |       |                  |  |
| 22 mei Heen | Baraúnas | 0 – 0 | América de Natal |  |
| 22 mei Heen |          |       |                  |  |

|              |                  |              |          |  |
| 25 mei Terug | América de Natal | 0 – 1 (n.v.) | Baraúnas |  |
| 25 mei Terug |                  |              |          |  |

### Tweede fase
| Plaats | Club                | Wed. | W | G | V | Saldo | Ptn. |
| ------ | ------------------- | ---- | - | - | - | ----- | ---- |
| 1.     | América de Natal    | 6    | 4 | 1 | 1 | 11:4  | 9    |
| 2.     | Potiguar de Mossoró | 6    | 3 | 2 | 1 | 4:3   | 8    |
| 3.     | Baraúnas            | 6    | 1 | 4 | 1 | 5:3   | 6    |
| 4.     | Alecrim             | 6    | 0 | 1 | 5 | 3:13  | 1    |

|  | Geplaatst voor finale tweede toernooi |

### Finale
In geval van gelijkspel na twee wedstrijden werd een verlenging gespeeld, waarvan de uitslag telde, tussen haakjes weergegeven. 
|              |          |       |                  |  |
| 19 juni Heen | Baraúnas | 2 – 1 | América de Natal |  |
| 19 juni Heen |          |       |                  |  |

|               |                  |               |          |  |
| 22 juni Terug | América de Natal | 2 – 0 (0 - 1) | Baraúnas |  |
| 22 juni Terug |                  |               |          |  |

## Derde toernooi

### Eerste fase
| Plaats | Club                | Wed. | W | G | V | Saldo | Ptn. |
| ------ | ------------------- | ---- | - | - | - | ----- | ---- |
| 1.     | América de Natal    | 10   | 7 | 2 | 1 | 17:5  | 16   |
| 2.     | Baraúnas            | 10   | 6 | 2 | 2 | 10:7  | 14   |
| 3.     | ABC                 | 10   | 4 | 4 | 2 | 9:7   | 12   |
| 4.     | Potiguar de Mossoró | 10   | 3 | 3 | 4 | 13:9  | 9    |
| 5.     | Alecrim             | 10   | 1 | 2 | 7 | 4:15  | 4    |
| 6.     | Riachuelo           | 10   | 1 | 3 | 6 | 4:14  | 0    |

|  | Geplaatst voor tweede fase |

### Tweede fase
| Plaats | Club                | Wed. | W | G | V | Saldo | Ptn. |
| ------ | ------------------- | ---- | - | - | - | ----- | ---- |
| 1.     | ABC                 | 6    | 4 | 1 | 1 | 7:4   | 9    |
| 2.     | América de Natal    | 6    | 3 | 3 | 0 | 6:3   | 9    |
| 3.     | Baraúnas            | 6    | 1 | 2 | 3 | 9:10  | 4    |
| 4.     | Potiguar de Mossoró | 6    | 0 | 2 | 4 | 5:10  | 2    |

|  | Geplaatst voor finaleronde |

## Finaleronde
| Plaats | Club             | Wed. | W | G | V | Saldo | Ptn. |
| ------ | ---------------- | ---- | - | - | - | ----- | ---- |
| 1.     | América de Natal | 2    | 1 | 1 | 0 | 1:0   | 3    |
| 2.     | ABC              | 2    | 0 | 2 | 0 | 0:0   | 2    |
| 3.     | Baraúnas         | 2    | 0 | 1 | 1 | 0:1   | 1    |

|  | Kampioen |

## Kampioen
| Campeonato Potiguar de 1988           |
| Rio Grande do Norte                   |
| ------------------------------------- |
| AMÉRICA DE NATAL Kampioen (26° titel) |